# 沸流国
沸流国，中国东北的一个古代政权，位于浑江或其支流富尔江流域。西汉元帝建昭三年（公元前36年）归顺高句丽。
据《三国史记》记载，高句丽始祖朱蒙定都于沸流水上后，见河中有菜叶顺流漂下，知道上游有人居住，于是逆流而上到了沸流国。沸流国的国王松让出见朱蒙说：“我在这里世代为王，土地狭小，不足以容纳你我二王，您刚来这里，当我的附庸怎么样？”朱蒙很生气，和松让比试射箭，松让不是他的对手。次年（公元前36年），松让举国归顺了高句丽，沸流国从此成为高句丽中的多勿部。
与高句丽合并后，松让继续担任多勿部的族长，他的女儿嫁给了朱蒙之子，即后来的琉璃明王，他的外孙即后来的大武神王。在此后的很长一段时间，沸流部都在高句丽的政治中发挥着重要影响。